# Harald Bergius
Harald Bergius, född 1969 i Stockholmsförorten Orminge, är en svensk journalist och redaktör.
Han är sedan 2006 verksam som editionschef på Dagens Nyheters kulturredaktion och har tidigare bland annat varit nyhets- och nöjeschef och musikkritiker i samma tidning. Han skriver kåserier under pseudonymen Herr B.
I oktober 2023 gav Harald Bergius ut den kåseriska guideboken Rom på listigare vis med bilder av Stina Wirsén (Kaunitz-Olsson).